# Bartosz Makoś
Bartosz Makoś (ur. 1 sierpnia 1998) – polski siatkarz, grający na pozycji libero.

## Sukcesy klubowe

### młodzieżowe
Mistrzostwa Polski Kadetów:
- 2015[6]

Młoda Liga:
- 2016[7]

Mistrzostwa Polski Juniorów:
- 2017[8]
- 2016[9]

### seniorskie
Mistrzostwo Polski:
- 2024[10]
- 2022[11]

Liga Mistrzów:
- 2024[12]

## Nagrody indywidualne
- 2017: Najlepszy libero Mistrzostw Polski Juniorów[13]